# 沢木美佳子
沢木 美佳子（さわき みかこ、1969年11月14日 - ）は、タレント・フリーアナウンサー。既婚。

## 人物
東京都出身。日本大学理工学部電気工学科→日本大学大学院理工学研究科修了。大学時代には、フジテレビの深夜番組『オールナイトフジ』に「オールナイターズ」メンバーとして出演（1985年 - 1986年3月）。レースクイーンを務めていたこともある。
テレビ東京や日経CNBCなどの経済番組を中心としたリポーターとしての活動を経て、1999年4月から2009年3月まで朝日放送『パネルクイズ アタック25』の問題出題者兼アシスタント（6代目）を10年間担当した。
『パネルクイズ アタック25』の歴代の出題者では長らく歴代で最も長く務めていたが、沢木の後任の出題者を務めた加藤明子が2021年9月の番組終了まで、10年半務めたため（途中、自身の産休で2年間番組を離れていて、産休明け後に復帰）、地上波放送時代は歴代2位の在任期間となった。ただし、加藤の出題者在任中に初代司会者の児玉清が死去したために加藤は児玉とは2年間しか共演していないので、児玉と共演したのは沢木が最も長い。当番組の続編にあたる、2022年3月27日からジャパネットブロードキャスティングと朝日放送テレビの共同制作によりBSJapanextで放送される『パネルクイズ アタック25 Next』では再び出題者を務めることになり、13年振りに復帰した。また、司会は3代目司会者の谷原章介が続投するため、谷原とは初めてのコンビとなった。
『パネルクイズ アタック25 Next』の復帰により、加藤の10年半を抜き、シリーズ通算として再度在任記録1位（地上波10年+Next1年。2023年3月現在）となった。
工学修士（日本大学大学院）とファイナンシャル・プランナーの資格を有する。

## 出演

### テレビ
- オールナイトフジ（フジテレビ）
- パネルクイズ アタック25（朝日放送、出題者兼アシスタント、1999年4月4日 - 2009年3月29日）
- ドリーム競馬（テレビ西日本）
- パネルクイズ アタック25 Next（BSJapanext、出題者兼アシスタント、2022年3月27日 - ）[2][3]
- VSウエストランド - 『ポイズン25』（アタック25の「改悪パロディ番組」）・出題者兼アシスタント、2023年3月19日（18日深夜）

### その他
- PlayStation 2用ゲーム『パネルクイズ・アタック25』